# Michael Hopkins
Michael Scott Hopkins (* 28. listopadu 1968, Lebanon, Missouri, USA) je americký astronaut, 533. člověk ve vesmíru. Zúčastnil se dvou letů k Mezinárodní vesmírné stanici, v roce 2013 v lodi Sojuz TMA-10M a v roce 2020 v lodi SpaceX Crew-1. Ve vesmíru pobýval 333 dní, 12 hodin 54 minut. Pětkrát vystoupil do volného prostoru na celkem 32 hodin a 1 minutu. Michael Hopkins je ženatý, má dva syny.

## Studium a vojenská kariéra
Michael Hopkins se narodil v Lebanonu ve státě Missouri, vyrůstal na farmě nedaleko Richlandu v témže státě. Po střední škole se přihlásil na bakalářské studium na Univerzitě v Illinois (University of Illinois), absolvoval ji roku 1991 v oboru letecké a kosmické techniky. Na Stanfordově univerzitě získal ve stejném oboru roku 1992 titul magistra.
Od roku 1992 sloužil v letectvu, na základně Kirtland od roku 1993 pracoval v oblasti pokročilých kosmických technologií. Absolvoval kurs leteckých inženýrů na Edwardsově letecké základně, podílel se na testech letounů C-17 a C-130. Roku 2003 byl vyslán do Parmy studovat politické vědy na tamní univerzitě (Università degli Studi di Parma). Od roku 2005 sloužil v Pentagonu, naposled jako asistent místopředsedy Sboru náčelníků štábů.

## Astronaut
Přihlásil se k 18. i 19. náboru astronautů NASA v letech 1999 a 2003, nicméně uspěl až na třetí pokus, při 20. náboru. Dne 29. června 2009 byl zařazen mezi americké astronauty a zahájil základní kosmonautický výcvik, který dokončil v listopadu 2011.
V únoru 2011 NASA oficiálně oznámila jeho zařazení do posádky Expedic 37 a 38 na ISS s plánovaným startem v září 2013, posádka byla současně záložní pro Expedici 35/36 startující v březnu 2013. Ke svému prvnímu letu odstartoval z kosmodromu Bajkonur 25. září 2013 ve 20:58:50 UTC jako palubní inženýr lodi Sojuz TMA-10M, společně s velitelem Olegem Kotovem a palubním inženýrem Sergejem Rjazanským. Po šestihodinovém letu se trojice kosmonautů 26. září na Mezinárodní vesmírné stanici připojila ke kolegům z Expedice 37, Fjodoru Jurčichinovi, Lucovi Parmitanovi a Karen Nybergové. V listopadu 2013 při částečné obměně posádky ISS Jurčichina, Parmitana a Nybergovou nahradili Michail Ťurin, Richard Mastracchio a Kóiči Wakata. Během letu Hopkins společně s Richardem Mastracchiem dvakrát vystoupil do volného prostoru, dohromady na 12 hodin a 58 minut. Na Zemi se posádka Sojuzu TMA-10M vrátila 11. března 2014 v 03:24 UTC po 116 dnech, 6 hodinách a 25 minutách letu.
V srpnu 2018 byl vybrán na let Space Crew-1, první řádnou misi lodi Dragon Crew společnosti SpaceX. Členy posádky se dále stali Victor Glover, Sóiči Noguči a Shannon Walkerová. Hopkins ke svému druhému letu do vesmíru odstartoval z Kennedyho vesmírného střediska 16. listopadu 2020 v 00:27 UTC. Po připojení k ISS se stal letovým specialistou Expedice 64. Během letu uskutečnil 3 výstupy do volného prostoru s Victorem Gloverem o celkové délce 19 hodin a 3 minuty. Posádka Space Crew-1 na ISS zůstala ještě po dva týdny nové Expedice 65 a pak ve své lodi přistála v Mexickém zálivu nedaleko pobřeží Floridy 2. května 2021 v 6:56 UTC, tedy po 167 dnech, 6 hodinách a 29 minutách letu.
NASA 30. června oznámila Hopkinsův odchod z oddílu astronautů, z celé agentury a současně i z vojenské služby.

## Zajímavost
Hopkins je prvním člověkem, o němž je známo, že s sebou do vesmíru vzal proměněné hostie, a to v roce 2013. Podle jeho vlastních slov šlo o 6 hostií, z nichž každá byla rozdělena na čtyři části, aby mohl přijímat tělo Páně každý týden, který ve vesmíru strávil. Je katolík.